# Tuli Lodge Airport
Tuli Lodge Airport är en flygplats i Botswana.   Den ligger i distriktet Central, i den östra delen av landet, 400 km nordost om huvudstaden Gaborone. Tuli Lodge Airport ligger 541 meter över havet.
Terrängen runt Tuli Lodge Airport är platt. Trakten runt Tuli Lodge Airport är nära nog obefolkad, med mindre än två invånare per kvadratkilometer.. Det finns inga samhällen i närheten.
Trakten runt Tuli Lodge Airport består i huvudsak av gräsmarker.